# Petit Sarcoui
Le Petit Sarcoui est un sommet d'origine volcanique culminant à 1 041 m d'altitude dans le département français du Puy-de-Dôme.

## Géographie
Le Petit Sarcoui est situé dans la chaîne des Puys, au sein du Massif central.